# Katja Baumgarten
Katja Baumgarten (geb. 1959 in Hannover) ist eine deutsche Hebamme, Filmemacherin und Künstlerin. Sie ist für ihre Dokumentarfilme bekannt, die sich unter anderem mit Themen der Geburtshilfe und Geburtskultur auseinandersetzen.

## Leben
Katja Baumgarten absolvierte 1981 ihr Hebammenexamen an der Landesfrauenklinik Bochum. Von 1981 bis 1982 arbeitete sie als Hebamme im Kreißsaal des Kreiskrankenhauses Dachau, der ersten Entbindungsstation Deutschlands mit einem Konzept humaner Geburtshilfe nach Frédérick Leboyer, Michel Odent und Sheila Kitzinger. Dieses Konzept umfasste unter anderem familienfreundliche Geburtshilfe in wohnlich gestalteten Geburtsräumen, selbstbestimmtes Gebären und aufrechte Geburtspositionen.
Im Jahr 1983 erhielt sie die Niederlassungserlaubnis als freie Hebamme in Hannover und war seitdem 25 Jahre in der Schwangerenvorsorge, Hausgeburtshilfe, Wochenbettbetreuung und Stillberatung tätig. Parallel dazu studierte sie von 1983 bis 1992 Freie Kunst mit den Schwerpunkten Plastik, Malerei sowie Video und Film an der Fachhochschule Hannover und schloss als Meisterschülerin von Horst Hellinger ab. Von 1992 bis 1996 setzte sie ihr Studium im Bereich Film und Fotografie bei Birgit Hein an der Hochschule für Bildende Künste Braunschweig fort und erlangte ein weiteres Diplom.
Im Rahmen des Dorothea-Erxleben-Programms war sie von 1994 bis 2000 als künstlerische Mitarbeiterin in der Filmklasse der HBK Braunschweig tätig, wo sie Lehrtätigkeiten über experimentelle Formen des Dokumentarfilms durchführte und ein künstlerisches Forschungsprojekt im Bereich Dokumentarfilm leitete.
Baumgarten nahm 1993, 1994 und 1995 am Nachwuchsförderprojekt „Der dokumentarische Blick“ des NDR teil und besuchte Workshops bei Klaus Wildenhahn und Gisela Tuchtenhagen. 1998 war sie Gründungsmitglied der Filmwerkstatt Dokumentarisch Arbeiten e.V. in Hamburg.
Seit 1992 arbeitet sie als freie Filmemacherin und ist für Buch, Regie, Kamera, Montage, Produktion und Vertrieb ihrer Filme verantwortlich. Zudem ist sie als Redakteurin und Autorin für die Deutsche Hebammen Zeitschrift tätig.

## Wirken
In ihrem autobiografischen Dokumentarfilm Mein kleines Kind (2002) thematisiert sie ihre eigene Schwangerschaft, in der sie erfährt, dass ihr ungeborenes Kind mit schweren Entwicklungsstörungen nicht lange leben wird. Sie entscheidet sich, ihren Sohn zu Hause zur Welt zu bringen und dokumentiert diesen Prozess mit Hilfe der Kamerafrau Gisela Tuchtenhagen.
Ihr Film Gretas Geburt (2023) beschäftigt sich mit dem Fall der Hebamme und Ärztin Anna, die nach dem Tod eines Kindes bei einer Hausgeburt wegen Totschlags verurteilt wird. Der Film fordert dazu auf, über die heutige Geburtskultur nachzudenken, und wurde beim DOK.fest München 2023 mit dem VIKTOR DOK.deutsch Preis ausgezeichnet.

## Filmografie
- Großvater – wo komm' ich her, wo geh' ich hin? (1992), 48 Minuten, bzw. 36 Minuten
- Mutterland (1993), 33 Minuten
- Monika Hauser – Frauenärztin in Zenica und Köln. (1995), 13 Minuten
- Das Leben geschenkt (1997), 89 Minuten
- Geburt im Sommer (2001), 70 Minuten
- Mein kleines Kind (2002), 88 Minuten
- Gretas Geburt (2023), 96 Minuten